# 史蒂夫·青木
史蒂芬·廣之·青木（1977年11月30日—）是一名日裔的美國DJ、音樂製作人、音樂程式師、音樂總監、以及生前經營Benihana加盟連鎖餐廳的他的父親青木廣彰的財產繼承人。2012年，《Pollstar》指定史蒂夫·青木是北美巡演票房最高的電子舞曲藝人。他曾和蔡依林、 will.i.am、Afrojack、LMFAO、Linkin Park、Iggy Azalea、Lil Jon、blink-182、Laidback Luke、BTS、Monsta X、Louis Tomlinson、Backstreet Boys、Rise Against、Vini Vici、Lauren Jauregui、Fall Out Boy, Alan walker等藝人合作，同時憑藉為Kid Cudi等藝人重混的作品聞名。史蒂夫·青木也曾發行許多上榜《告示牌》的錄音室專輯，包括曾在2013年入圍葛萊美獎最佳電子/舞曲專輯的《Wonderland》。他是史蒂夫·青木慈善基金的創始人，為全球人道主義救濟組織籌集資金。2019年，史蒂夫·青木出版了一部回憶錄《Blue: The Color of Noise》。

## 《DJ雜誌》百大DJ
| 年份 | 名次 | 注釋     | 來源  |
| ---- | ---- | -------- | ----- |
| 2011 | 42   | 首次上榜 | [ 7 ] |
| 2012 | 15   | 上升27   | [ 7 ] |
| 2013 | 8    | 上升7    | [ 7 ] |
| 2014 | 10   | 下降2    | [ 7 ] |
| 2015 | 10   | 不變     | [ 7 ] |
| 2016 | 7    | 上升3    | [ 7 ] |
| 2017 | 9    | 下降2    | [ 7 ] |
| 2018 | 11   | 下降2    | [ 7 ] |
| 2019 | 10   | 上升1    | [ 7 ] |
| 2020 | 9    | 上升1    | [ 7 ] |
| 2021 | 10   | 下降1    | [ 7 ] |

## 音樂作品
- 《Wonderland》（2012）
- 《Neon Future I（英语：Neon Future I）》（2014）
- 《Neon Future II（英语：Neon Future II）》（2015）
- 《Steve Aoki Presents Kolony（英语：Steve Aoki Presents Kolony）》（2017）
- 《Neon Future III（英语：Neon Future III）》（2018）
- 《Neon Future IV（英语：Neon Future IV）》（2020）

## 外部連結
- 官方网站